# Юж-Толешево
Юж-Толе́шево (рос. Юж-Толешево, марій. Кӱвервуй) — присілок у складі Медведевського району Марій Ел, Росія. Входить до складу Люльпанського сільського поселення.
Стара назва — Южинське Толешево.

## Населення
Населення — 161 особа (2010; 153 у 2002). Національний склад (станом на 2002 рік):
- росіяни — 45 %
- марійці — 36 %